# ماريليا ميندونكا
ماريليا ميندونكا (22 يوليو 1995 -5 نوفمبر 2021) هي كانت مغنية وكاتبة أغاني برازيلية.